# Herb Podola

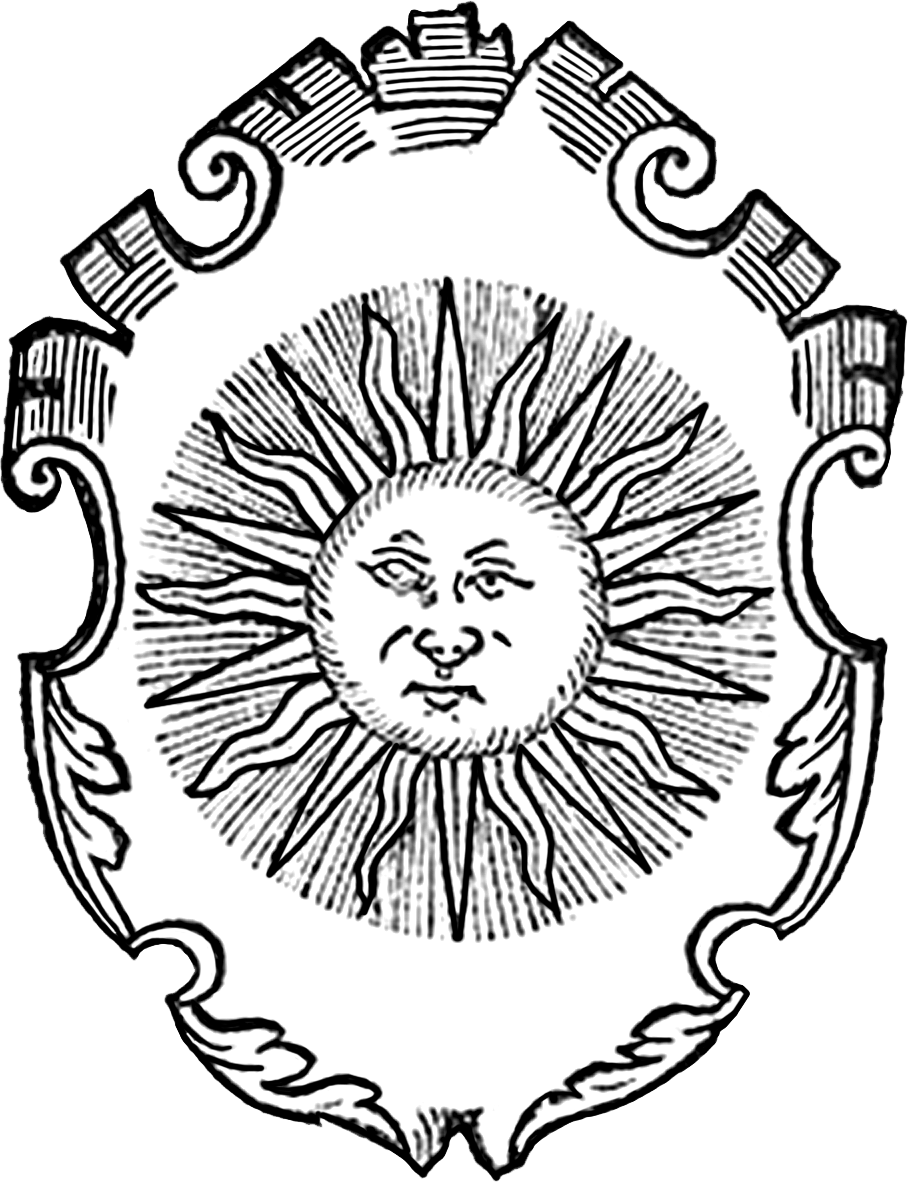
Herb województwa podolskiego 1584

Herb województwa podolskiego – przedstawia w polu białym słońce złote z promieniami. W 1434 Władysław III, Król Polski na sejmie koronacyi swojej, szlachtę Polską z innemi Polskiemi we wszystkich przywilejach i swobodach porównał, od którego też czasu Podolskie województwo razem z Ruskiem w senacie Polskiem zasiadło. Herb jego słońce złote, w białem polu. Herb ten nawiązywał godłem do herbu Zyndrama z Maszkowic, a tynkturą do tynktury herbu zakonu krzyżackiego.

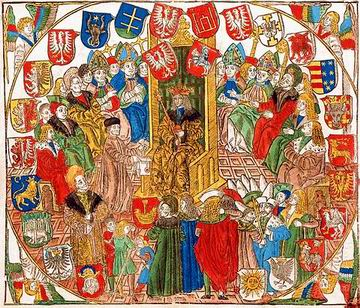
Herb Podola pośród herbów województw Rzeczypospolitej Obojga Narodów [w:] Tadeusz Gajl "Herby szlacheckie Rzeczypospolitej Obojga Narodów", Gdańsk, 2003, ISBN 83-88595-12-1

W 1796 w miejsce ww. herbu wprowadzono herb guberni podolskiej. Herb ten był wspólnym dla guberni podolskiej oraz jej stolicy – Kamieńca Podolskiego.
Herb guberni podolskiej przedstawiał w polu lazurowym złote słońce z 16 promieniami, a nad nim krzyż złoty.
W 1937 w miejsce guberni podolskiej utworzono Obwód kamieniecki przemianowany w 1954 r. na chmielnicki.

Herb guberni podolskiej (1796-1917)

Herb obwodu chmielnickiego (od 21 marca 2002)

## Historia
Herb ustanowił w 1434 r. Władysław III. Król Polski na sejmie koronacyi swojej, szlachtę Polską z innemi Polskiemi we wszystkich przywilejach i swobodach porównał, od którego też czasu Podolskie województwo razem z Ruskiem w senacie Polskiem zasiadło. Herb jego słońce złote, w białem polu.